# Satoshi Maruo
Satoshi Maruo (丸尾 知司, Maruo Satoshi, né le 28 novembre 1991) est un athlète japonais, spécialiste de la marche.

## Palmarès
| Date | Compétition           | Lieu    | Résultat | Épreuve      | Performance     |
| ---- | --------------------- | ------- | -------- | ------------ | --------------- |
| 2017 | Championnats du monde | Londres | 5e       | 50 km marche | 3 h 43 min 3 s  |
| 2018 | Jeux asiatiques       | Jakarta | 4e       | 50 km marche | 4 h 14 min 13 s |

## Records
| Épreuve      | Performance    | Lieu    | Date         |
| ------------ | -------------- | ------- | ------------ |
| 50 km marche | 3 h 43 min 3 s | Londres | 13 août 2017 |